# NGC 3640
NGC 3640 ist eine Elliptische Galaxie vom Hubble-Typ E3 im Sternbild Löwe auf der Ekliptik. Sie ist schätzungsweise 53 Millionen Lichtjahre von der Milchstraße entfernt und hat einen Durchmesser von etwa 110.000 Lichtjahren. Sie ist das hellste Mitglied der NGC 3640-Gruppe (LGG 233). Die Galaxie weist ein eigentümliches Aussehen (ähnlich einem Spiegelei) und eine Vielzahl von Hüllenstrukturen und Sternströmen auf, die auf Annäherungen und Interaktionen mit anderen Galaxien in der Vergangenheit hinweisen; die scheinbar nahegelegene Galaxie NGC 3641 ist jedoch bisher davon unberührt.
Im selben Himmelsareal befinden sich u. a. die Galaxien NGC 3630, NGC 3641, NGC 3643, NGC 3645.
Das Objekt wurde am 23. Februar 1784 von Wilhelm Herschel entdeckt.

## NGC 3640-Gruppe (LGG 233)
| Galaxie   | Alternativname | Entfernung / Mio. Lj |
| --------- | -------------- | -------------------- |
| NGC 3611  | PGC 34478      | 66                   |
| NGC 3630  | PGC 34698      | 62                   |
| NGC 3640  | PGC 34778      | 53                   |
| NGC 3641  | PGC 34780      | 74                   |
| NGC 3664  | PGC 35041      | 57                   |
| PGC 34696 | UGC 6345       | 66                   |
| PGC 35042 | NGC 3664A      | 54                   |